# Фей Уелдън
Фей Уелдън (на английски: Fay Weldon) е английска писателка на произведения в жанра драма, любовен роман и фентъзи.

## Биография и творчество
Фей Уелдън, с рожд. име Франклин Бъркиншоу, е родена на 22 септември 1931 г. в Бирмингам, Устършър, Англия, в литературно семейство. Прекарва ранните си години в Крайстчърч, Нова Зеландия, където баща ѝ работи като лекар, а майка ѝ пише под псевдоним. Когато е 6-годишна, родителите ѝ се развеждат, и със сестра си Джейн прекарват летата с баща си, първо в Коромандел, по-късно в Окланд. Учи в девическата гимназия в Крайстчърч в периода 1944-1946 г. С майка си и сестра си се връщат в Англия, където завършва гимназия в Хампстед, Северозападен Лондон.
Учи психология и икономика в Университета на Сейнт Андрюс, Шотландия, и получава магистърската степен през 1952 г. След дипломирането си работи в Лондон като чиновник във външното министерство. През 1953 г. забременява с първото си дете и няколко години се издържа като самотна майка. През 1957 г. се омъжва за 25-години по-възрастния Роналд Бейтман, но бракът им продължава само 2 години.
После работи като копирайтър в рекламна агенция „Крофърд“, където колежка ѝ е писателката Елизабет Смарт, и успява да издържа себе си и сина си. През 1963 г. се омъжва за търговеца на антики Рон Уелдън, с когото имат трима сина. Живеят в Пилтън, Съмърсет. По време на втората си бременност започва да пише за радиото и телевизията.
През 1967 г. е издаден първият ѝ роман „The Fat Woman's Joke“ (Шегата на дебелата жена). През следващите 30 години тя изгражда много успешна литературна кариера, публикувайки над тридесет романа, сборници от разкази, сценарии за филми за телевизията, статии във вестници и списания, и се превръща в добре познато лице и глас на Би Би Си. Основен фокус на романите ѝ са жени, които се стремят да се борят за собствения си живот срещу съпротивата на патриархалното британското общество.
През 1971 г. пише първия епизод от историческия телевизионен сериал „Upstairs, Downstairs“, за който печели наградата на Гилдията на писателите за най-добър сценарий на британски телевизионен сериал. В следващите години е автор на многобройни епизоди за телевизионни сериали и филми.
През 1994 г. се развеждат с Рон Уелдън, по препоръка на астрологичния ѝ терапевт. Омъжва се за мениджъра и поена Никола Фокс, с когото живеят в Дорсет.
През 1983 г. е била председател на съдиите за наградата Букър, а през 1996 г. е член на журито на 46-ия Международен филмов фестивал в Берлин.
През 2001 г. е удостоена с отличието Командор на Ордена на Британската империя за цялостния ѝ принос в областта на литературата.
През 2006 г. става преподавател по творческо писане в Университета „Брунел“ в Западен Лондон, а от 2012 г. преподава творческо писане в университета „Бат Спа“.
Фей Уелдън умира на 4 януари 2023 г. в Нортхамптън.

## Произведения

### Самостоятелни романи
- The Fat Woman's Joke (1967) – издаден и като „And the Wife Ran Away“
- Down Among the Women (1971)
- Little Sisters (1975) – издаден и като „Words of Advice“
- Female Friends (1975)
- Remember Me (1976)
- Praxis (1978)
Прегрешения, изд. „Световна библиотека“ (2003), прев. Мария Неделева, Ирина Черкелова
- Puffball (1980)
- The President's Child (1982)
Синът на президента (сборник), изд.: „Народна култура“, София (1988), прев. Кристин Василева, Невяна Николова
- The Shrapnel Academy (1986)
- The Heart of the Country (1987)
- The Hearts and Lives of Men (1987)
- Leader of the Band (1988)
- The Cloning of Joanna May (1989)
- Darcy's Utopia (1990)
- Growing Rich (1992)
- Life Force (1992)
- Question of Timing (1992)
- Affliction (1993) – издаден и като „Trouble“
- Splitting (1995)
- Worst Fears (1996)
- Big Women (1997) – издаден и като „Big Girls Don't Cry“
- Rhode Island Blues (2000)
- The Bulgari Connection (2001)
- Mantrapped (2004)
- She May Not Leave (2005)
- The Spa Decameron (2007) – издаден и като „The Spa“
Спа Декамерон, изд. „Оксиарт“ (2011), прев. Чавдар Парушев и Галя Величкова
- The Stepmother's Diary (2008)
- Chalcot Crescent (2009)
- Kehua! (2010)

### Серия „Жената демон“ (She Devil)
1. The Life and Loves of a She-Devil (1983)
Животът и любовта на жената – демон, изд. „Алекс Принт“ (1994), прев. Теодора Игнатова
2. Death of a She Devil (2017)

### Серия „Любов и наследство“ (Love & Inheritance)
1. Habits of the House (2012)
2. Long Live the King (2012)
3. The New Countess (2013)

### Серия „Военни трофеи“ (Spoils of War)
1. Before the War (2016)
2. After the Peace (2018)

### Сборници
- Watching Me, Watching You (1981)
Синът на президента (сборник), изд.: „Народна култура“, София (1988), прев. Кристин Василева, Невяна Николова
- Polaris (1985)
- Moon Over Minneapolis (1991)
- Angel, All Innocence (1995)
- Wicked Women (1995)
- A Hard Time to Be a Father (1998)
- Nothing to Wear and Nowhere to Hide (2002)
- Poolside (2007) – с Алис Адамс, Ейми Блум, Джон Чейвър, Ърнест Хемингуей, Андреа Лий, Джойс Керол Оатс, Една О'Брайън, Джули Орингер, Джеймс Пърди, Греъм Суифт, Джон Ъпдайк и Дейвид Фостър Уолъс
- Great Escapes (2008) – с Аманда Крейг, Вирджиния Айрънсайд, Кати Лети, Дебора Могак, Кейт Мос, Лесли Пиърс, Роуз Тремейн, Джейн Елизабет Варли и Изабел Уолф
- Mischief (2015)

### Документалистика
- Letters to Alice (1984)
- Rebecca West (1985)
- Sacred Cows (1989)
- Godless in Eden (1999)
- Auto Da Fay (2002) – автобиография
- What Makes Women Happy (2006)
- Why Will No-One Publish My Novel? (2018)

### Екранизации
- 1969 Scene – документален сериал
- 1969 Happy Ever After – ТВ сериал, 1 епизода
- 1969-1970 The Doctors – ТВ сериал, 4 епизода
- 1971 Trial – ТВ сериал, 4 епизода
- 1971 Gemengd dubbel – ТВ филм
- 1971-1973 Upstairs, Downstairs – ТВ сериал, 3 епизода
- 1972 Suspicion – ТВ сериал, 1 епизода
- 1966-1972 Thirty-Minute Theatre – ТВ сериал, 2 епизода
- 1968-1972 ITV Playhouse – ТВ сериал, 3 епизода
- 1971-1972 Kate – ТВ сериал, 6 епизода
- 1973 Menace – ТВ сериал, 1 епизод
- 1973 Owen, M.D. – ТВ сериал, 3 епизода
- 1973 Armchair 30 – ТВ сериал, 1 епизод
- 1973 Die Geschichte einer dicken Frau – ТВ филм
- 1973 Then and Now – ТВ сериал, 1 епизод
- 1974 Marked Personal – ТВ сериал, 2 епизода
- 1974-1976 Rooms – ТВ сериал, 3 епизода
- 1975 Abschiedsparty – ТВ филм
- 1975 Against the Crowd – ТВ сериал, 1 епизод
- 1975 Ten from the Twenties – ТВ сериал, 1 епизод
- 1977 Act of Rape – документален
- 1977 The Velvet Glove – ТВ сериал, 1 епизод
- 1977 Jubilee – ТВ сериал, 1 епизод
- 1978 Send in the Girls – ТВ сериал, 1 епизод
- 1978 Shadows – ТВ сериал, 1 епизод
- 1978 Killer's Moon
- 1979 Entre Marido e Mulher... – ТВ минисериал, 1 епизод
- 1980 Гордост и предразсъдъци – ТВ минисериал, 5 епизода
- 1980 Leap in the Dark – ТВ сериал, 1 епизод
- 1980 Life for Christine – ТВ филм
- 1982 Little Miss Perkins – ТВ филм
- 1983 Live from Pebble Mill – ТВ сериал, 1 епизод
- 1985 Time for Murder – ТВ сериал, 1 епизод
- 1986 Ladies in Charge – ТВ сериал, 1 епизод
- 1986 A Dangerous Kind of Love – ТВ филм
- 1986 The Life and Loves of a She-Devil – ТВ минисериал, 4 епизода
- 1987 Heart of the Country – ТВ минисериал, 4 епизода
- 1989 She-Devil – по „The Life and Loves of a She-Devil“
- 1989 Action Replay
- 1992 The Cloning of Joanna May – ТВ минисериал
- 1992 Growing Rich – ТВ сериал, 6 епизода
- 1992 The President's Child – ТВ филм
- 1992 Growing Rich – ТВ филм
- 1998 Big Women – ТВ минисериал, 4 епизода
- 2007 Puffball